# Philodicus palustris
Philodicus palustris là một loài ruồi trong họ Asilidae. Philodicus palustris được Blasdale miêu tả năm 1957. Loài này phân bố ở vùng nhiệt đới châu Phi.